# Lossatal
Lossatal is een gemeente in de Landkreis Leipzig in Saksen.

## Geografie

### Ligging
Lossatal ligt ten oosten van Leipzig en ten noordoosten van Wurzen. Door het gemeentegebied stroomt de naamgevende Lossa. Falkenhain ligt aan de westrand van de Dahlener Heide. Om het dorp Hohburg bevinden zich de Hohburger Bergen met de Löbenberg.
Buurgemeenten zijn Mockrehna in het noorden, Dahlen en Schildau in het oosten, Wurzen in het zuiden en Thallwitz in het westen.

### Indeling

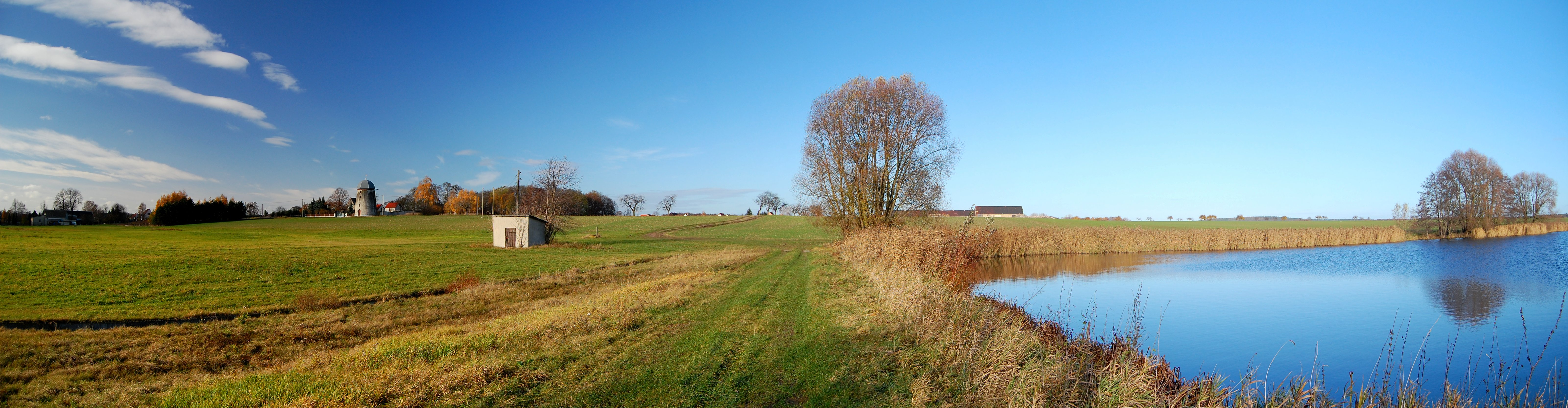
Voigtshainer windmolen

Tot de gemeente Lossatal behoren 17 kernen. De bestuurszetel bevindt zich in Falkenhain.
| - Dornreichenbach - Falkenhain - Frauwalde - Großzschepa - Heyda - Hohburg - Kleinzschepa - Körlitz - Kühnitzsch | - Lüptitz - Mark Schönstädt - Meltewitz - Müglenz - Thammenhain - Voigtshain - Watzschwitz - Zschorna |

## Geschiedenis
De gemeente Lossatal ontstond op 1 januari 2012 door de fusie van de gemeenten Falkenhain en Hohburg.

## Politiek
De fusie tot de gemeente Lossatal maakte de verkiezing van de eerste burgemeester noodzakelijk. Direct na de eerste verkiezingsronde op 25 maart 2012 kon Uwe Weigelt, de voormalig burgemeester van de gemeente Hohburg, met 71% van de afgegeven geldige stemmen de verkiezing voor zich beslissen.